# Pierre-Joseph Rousseau
Pierre-Joseph Rousseau, dit James Rousseau (Paris, 18 novembre 1797 - Neuilly-sur-Seine, 26 juillet 1849), est un auteur dramatique, journaliste et romancier français.

## Biographie
Écrivant essentiellement sous le pseudonyme de James, rédacteur de la Gazette des tribunaux, il participa à de nombreuses pièces anecdotiques de boulevard.

## Œuvres
- Les Plaideurs de Racine, comédie-anecdote en un acte et en prose, avec Nicolas Brazier et W. Lafontaine, théâtre des Variétés, 1819
- La Chasse et l'Amour, vaudeville en un acte, avec Théodore Anne, Alexandre Dumas et Adolphe de Leuven, 1825
- La Fée du voisinage, ou la Fête au hameau, à-propos-vaudeville, avec Emmanuel Théaulon et Frédéric de Courcy, 1826
- L'Amour et la Peur, comédie-vaudeville en un acte, 1827
- Code civil, manuel complet de la politesse, du ton, des manières de la bonne compagnie, 1828
- Code théâtral, physiologie des théâtres, manuel complet de l'auteur, du directeur, de l'acteur et de l'amateur, 1829
- Code épicurien pour l'année 1829, 1829
- La Baronne et le Prince Catastrophe, avec Théodore Anne, 4 vol, 1832
- Mémoires de mes créanciers, mœurs parisiennes par Maxime James, avec Maxime de Villemarest, 1832
- Le Sylphide, drame en deux actes, mêlé de chant, avec Jules Seveste, 1832
- Le Mariage par vengeance, 1833
- Les Cent-et-une nouvelles nouvelles des Cent-et-un, ornées de cent-et-une vignettes, 1833
- Physiologie de la portière, avec Honoré Daumier, Paul Gavarni, Janet-Lange et Louis Joseph Trimolet, 1841
- Physiologie du viveur, 1841
- Physiologie du Robert-Macaire, avec Daumier, 2 vol, 1842
- Un conte bleu, comédie-vaudeville en un acte, théâtre du Vaudeville, avec Jean-Baptiste-Pierre Lafitte et Frédéric Thomas, 1846